# 리밍저 (중국국민당 당원)
리밍저(중국어 정체자: 李明哲, 병음: Lî Míngzhé, ? ~ )는 타이완의 정치인이다.  그의 아버지 리르귀와 누나 리자펀은 모두 전 윈린현의원이었고, 그들의 처남은 가오슝 시장, 중화민국 입법원 원장을 역임한 한궈위이다.